# پیاپونگ پوئه-اون
پیاپونگ پوئه-اون (تایلندی: ปิยะพงษ์ ผิวอ่อน؛ زادهٔ ۱۴ نوامبر ۱۹۶۲) بازیکن فوتبال اهل تایلند است.
از باشگاه‌هایی که در آن بازی کرده‌است می‌توان به باشگاه فوتبال پاهانگ و باشگاه فوتبال سئول اشاره کرد.
وی همچنین در تیم ملی فوتبال تایلند بازی کرده‌است.